# Charles Le Joindre
Pour les articles homonymes, voir Lejoindre.
Charles Le Joindre est un homme politique français né le 9 janvier 1805 à Haguenau (Bas-Rhin) et décédé le 6 janvier 1877 à Paris.

## Biographie
Frère de Joseph Lejoindre, député du Bas-Rhin sous la Monarchie de Juillet, il entre à l'école Polytechnique et devient inspecteur général des ponts et chaussées. Il est député de la Moselle de 1868 à 1870, siégeant dans la majorité soutenant le Second Empire.

## Sources
- « Charles Le Joindre », dans Adolphe Robert et Gaston Cougny, Dictionnaire des parlementaires français, Edgar Bourloton, 1889-1891 [détail de l’édition]